# Ács László (matematikus)
Ács László (Nagyvárad, 1950. május 11. – Győr, 2012. március 18.) matematikus-informatikus, egyetemi oktató.

## Életpályája
Iskoláit szülővárosában végezte, ahol 1969-ben érettségizett. 1969 és 1974 között a kolozsvári Babeș–Bolyai Tudományegyetem matematika szakos hallgatója. Diplomadolgozatát kategóriaelméletből írta. Ötödéven (ez a mai magiszteri képzésnek felel meg) informatika szakot választott, és az automaták és a kategóriaelmélet kapcsolatával foglalkozott. 1975–1982 között Nagyváradon programozó egy műanyag-feldolgozó gyárban. 1982-ben feleségével és fiával áttelepült Magyarországra, ahol előbb Tolnán tanított matematikát, majd 1985-től a győri főiskolán, majd utódján, a Széchenyi István Egyetemen dolgozott, előbb számítástechnikai munkatársként, majd 1987-től a matematika és számítástudományi tanszék oktatójaként. 2002-ben letette a doktori szigorlatot a Budapesti Műszaki Egyetemen, ugyanettől az évtől 2011. december végi nyugdíjazásáig egyetemi adjunktus volt.

## Munkássága
Kutatási területe: kristályrácsok geometriájának vizsgálata számítógépes módszerekkel.

### Könyvei
- Ács László: Egyváltozós valós függvények differenciálszámítása, Főiskolai füzetek, NOVODAT Kiadó, 1996.
- Ács László, Gáspár Csaba: Analízis, Széchenyi István Egyetem, Universitas Győr Kht. 2005.
- Matematikai I (távoktatási jegyzet társszerzője)

### Cikkei (válogatás)
- Ács László, Molnár Emil: Algorithm for D-V cells and fundamental domains of Ed space groups (to decagonal and icosahedral families in E4), PU.M.A. (Pure Math. Appl.), 13, No. 1-2, 1–20 (2002).
- Ács László, Molnár Emil: Algorithm for D-V cells and fundamental domains, E4 space groups with broken translations in the icosahedral family, J. Geom. Graph., 6, No. 1, 1–16 (2002).
- Ács László: 5 and 10 order transforms in four dimensional crystal families, PU.M.A. (Pure Math. Appl.), 11, No. 2, 129–138 (2000).